# 리모트 레이디오 헤드
리모트 레이디오 헤드(remote radio head, RRH)는 전기적 또는 무선 인터페이스를 통해 원격 전파 트랜스시버에 연결해주는 전파 조작반이다. 항공기 전파 조종실의 전파 시스템을 설명할 때는 레이디오 헤드라고 하기도 한다.
GSM, CDMA, UMTS, LTE 같은 무선 시스템 기술 내에서 이 무선 장비는 BTS/NodeB/eNodeB와 멀리 떨어져 있으며, 리모트 레이디오 헤드라고 불린다. 이 장비는 시골이나 터널에서 BTS/NodeB/eNodeB의 커버리지를 확장시켜준다. RRH는 CPRI 프로토콜을 사용하는 광섬유 케이블을 통해 BTS/NodeB/eNodeB와 연결한다.
리모트 레이디오 헤드는 오늘날의 새로운 분산 기지국의 가장 중요한 하위 시스템 중 하나가 되었다. 리모트 레이디오 헤드는 무선 주파수 회로망과 아날로그-디지털/디지털-아날로그 컨버터, 업/다운 컨버터를 포함하고 있다. RRH는 또한 운용과 관리, 처리 능력, 남는 기지국으로 연결해주기 위한 표준화된 광학 인터페이스도 가지고 있다. 이는 LTE와 WiMAX가 배치되면서 더욱 사실이 되었다. 리모트 레이디오 헤드는 기지국의 효율성을 증가시키고 갭 커버리지 문제를 위한 물리적 위치를 간단하게 해주기 때문에 MIMO 운용을 더욱 쉽게 만들어준다. RRH는 RRH RFPA 내에서 GaN RF 전원 장치와 ET(envelope tracking) 기술을 포함하여 최신 무선 주파수(RF) 구성 요소 기술을 사용하게 될 것이다.

## 같이 보기
- 셀